# 아이바 마사키
아이바 마사키(相葉 雅紀, Masaki Aiba, あいばまさき, 1982년 12월 24일 ~ )는 일본의 아이돌이자, 가수 겸 배우이다. STARTO ENTERTAINMENT 소속의 아라시의 서브보컬, 서브래퍼이다.

## 경력
- 1982년 12월 24일 지바현 출생
- 1996년 8월 15일 자니즈 사무소 입소
- 1997년 7월 23일 《STAND BY ME》로 연극 첫 출연
- 1997년 10월 18일 《우리들의 용기 미만도시》로 연속 드라마 첫 출연
- 1998년 4월 29일 《신주쿠 소년 탐정단》으로 영화 첫 출연, 첫 주연
- 1999년 9월 15일 아라시 결성
- 1999년 11월 3일 《A.RA.SHI》로 CD데뷔
- 2001년 10월 5일 단독 라디오 퍼스널리티 시작
- 2002년 3월 25일 자연기흉으로 긴급 입원. 영화 「PIKA☆NCHI」로 복귀
- 2003년 1월 14일 자니즈 사무소 성인식으로 메이지 신궁 참배. 입회인은 야마구치 타츠야(TOKIO)
- 2004년 4월 15일 《천재! 시무라 동물원》으로 레귤러 출연
- 2005년 9월 6일 《제비가 있는 역》으로 연극 첫 주연
- 2007년 10월 22일 연극 《잊을 수 없는 사람》주연
- 2009년 2월 23일 연극 《GREEN FINGERS》주연
- 2009년 7월 1일 후지TV 「체조 JAPAN CUP 2009」필드 네비게이터 역임
- 2009년 10월 9일 TV아사히 《마이걸》로 연속드라마 첫 주연
- 2010년 1월 9일 후지TV 《마지막 약속》출연
- 2010년 5월 2일 연극 《너와 보는 천의 꿈》네번째 연극 주연
- 2011년 2월 4일 TV아사히 《바텐더》주연
- 2012년 《삼색털 고양이 홈즈의 추리》 주연, 오쿠라 타다요시와 함께 출연
- 2013년 《라스트 호프》 주연
- 2013년 4월 21일 《아이바 마나부》 진행
- 2014년 4월 29일 아이바 마사키의 NFJ（일본・푸드・저널-NHK）캐스터
- 2015년 4월 13일 《어서오세요, 우리집에》 첫 게츠쿠 주연
- 2016년 4월 5일 《굿! 스포츠》 진행
- 2016년 12월 31일 NHK 제 67회 홍백가합전 백조(백팀) 사회자
- 2017년 4월 17일 《귀족탐정》주연

## 인물
1996년 8월 15일 자니즈 사무소에 입소하여 주니어 시절 "슈퍼 아이돌"이라는 애칭을 얻었다. 1999년에는 아이돌 그룹인 아라시의 일원으로서 가수로 데뷔했다. 점차 드라마나 버라이어티에 출연하기 시작해, 천진 난만한 모습이나 다정한 성격으로 인기를 얻었다.

### 프로필
- 애칭 : 아이바 쨩(あいばちゃん), 밧쨩, 밧키, 밥이, 상엽이, 아이바, 마사키, 햇살, 햇살오빠, 미스터 선샤인, 맛군
- 출신지 : 지바현 지바시 하나미가와구 마쿠하리홍고

아이바 마사키 외 아라시 멤버는 전원 도쿄도 출신이다.)
- 학력 : 토카이대학 부속 보세이 고등학교
- 가족 : 아버지(카츠히사), 어머니(미치요), 남동생(유스케).

부모님은 지바현 하나미가와구에 위치한 "계화루(桂花楼)"라는 차이나 레스토랑을 경영하고 있다.
- 자격 및 면허 : 자동차 보통 면허, 소형선박 5급 면허, '차일드 마인더' 자격증(2008년 《비밀의 아라시쨩》을 통해 취득했다.)
- 다른 멤버에 비해 신체적 활동이 많고, 방송 내 프로그램 「아이바 주사위게임」「A의 아라시」「시오도메 아이바랜드」등이 호평이기 때문에 "아라시의 버라이어티 담당"이라고 불리고 있다.
- 친한친구:오노 사토시

### 성격
- 천연보케의 하이텐션 캐릭터로, "천진난만", "순수함"으로 평가된다. 호기심도 왕성해 아무 물건에나 곧잘 흥미를 갖는다.
- 곧잘 감동하는 성격으로, 콘서트에서 자주 우는 모습이 보인다. 메인퍼스널리티를 역임했던 2004년의 《24시간 테레비》에서는 멤버들에게 쓴 편지를 읽고, 울음을 터뜨렸다. 또한 유명한 일화로는 지인의 결혼식에 갔다가 신부 측 부모가 울자 본인도 동화되어 울었다고 한다.
- 방송의 지시 문구를 잘못 읽거나 한자를 잘못읽고 대화의 주제와 동떨어진 발언을 곧잘하며, 팀 내에서 니노미야 카즈나리가 그것을 지적하는 역할을 맡고 있다.
- 왼쪽 어깨에 커다란 점이 있다. 태어날 때부터 있던 것으로, 아이바는 굉장히 맘에 들어 하고 있어 CG등으로 수정하는 것을 굉장히 싫어한다.

### 취미, 취향
- 자니스 사무소 입소 계기는 "TV 방송 「아이러브 SMAP」을 보고 SMAP과 함께 농구를 하고 싶다고 생각했다". 일 정도로 운동을 좋아한다. 운동 신경이 좋고, 아라시에서 특히나 발이 빠르다.(진심으로 달리면 다리가 빠질 정도로 빠르다고함. 《비밀의 아라시짱》)
- 중학교, 고등학교 때는 농구부 소속. 초등학교 때는 게이트볼 경험도 있다. 최근은 야구 팀 "컬러즈"를 결성해, 오너 겸 선수로 활동하고 있다. 또, 자신이 출연하고 있는 (천재! 시무라 동물원)》에서 함께 출연하는 시무라 켄에게 골프를 배운 이후 골프를 굉장히 좋아하게 되었다고 한다.
- 좋아하는 음식은 닭튀김, 카레라이스, 마파두부, 낫토, 체리. 특히 닭튀김은 세상에서 가장 맛있는 음식이라고 말 한적이 있다. 그리고 라디오에선 체리와 닭튀김은 비교할 수 없을 만큼 좋아한다고 말한 적도 있다. 마파두부는 제일 자신 있는 요리라고 한다. 기본적으로 중화요리점의 아들이라는 것에 자부심을 갖고 있으며, 중화요리 또한 좋아하기 때문에 아라시 레귤러 방송에서 마파두부를 만들거나 중화요리풍으로 음식을 바꾸어 버리곤 했다. 매운 음식에는 몹시 약하다.
- 기타, 하모니카, 색소폰을 연주할 수 있다. 특히 색소폰은 한때 열중했었지만, 2002년 기흉을 앓은 뒤 포기할 수 밖에 없게 되었다.

### 취미 생활(동물)
- 2004년 방송을 시작한 이후 레귤러로 출연하고 있는 《천재! 시무라 동물원》에선 "사육담당"으로 「사연있는 동물원 수행」이란 담당 코너에서 수많은 동물(특히 맹수인 경우가 많다)과 함께 하고 있다.
  - 캥거루 "핫치"에게 당해 양팔에 큰 상처를 입게 되거나, 기린에게 코로 맞고, 사자에게 물리기도 했다. 또, 아프리카에서 치타에게 쫓겼던 때에는 "술래잡기 재밌었어" 라고 말했다.
- 어렸을 적부터 집에서 많은 애완동물을 길렀다. 현재는 강아지 우란, 히메(요크셔테리어), 곤타(육지 거북이), 집을 드나드는 고양이(미쨩이라는 고양이가 대표적), 츈상(앵무새) 등. 예전에 길렀던 애완동물로는 아토무(그레이트 피레네, 2006년 3월 12일 노환으로 사망), 리상(다람쥐), 오죠(리스 원숭이, 하루 키우고 부모님께 드림), 카도키치(우파루파).

### 에피소드
- 자니즈 사무소의 사장인 자니 기타가와가 니노미야 카즈나리에게 "맨날 같이 다니던 아이바 어디갔느냐"고 해, 기자회견 3일전 갑작스럽게 데뷔가 결정되었다.
- TBS의 버라이어티 《USO!?재팬》에서는 아라시에서 가장 영감을 가지고 있다고 하여 심령 현상이 나타난다고 하는 장소에 많이 다녔다. 한번은, 심령현상이 나타난다는 장소에서 혼자 앉아 있다가 "기분이 나쁘다"라면서 쓰러져 버렸지만 그 원인은 아직 밝혀지지 않았다. 이후에도 후유증을 앓았다.
- 2002년 3월 25일 자연 기흉으로 긴급 입원. 당시 열중했던 색소폰을 그만둘 수 밖에 없었다. 오른쪽 가슴에 기흉 수술의 흉터가 남아있다.
- 2006년 5월 맹장염으로 1일 입원.
- 2008년 콘서트에서 무대가 밤이슬로 젖어 스테이지에서 떨어진 적이 있다. (2008년 뮤직스테이션)
- 2008년 AAA 국립경기장 콘서트에서 춤을 추던 도중 바지가 찢어진 것이 와이드 쇼에 그대로 방송되었다.
- 아이바 마사키는 멤버중 가장 잘먹는 편이다.
- 사쿠라이 쇼는 끼니의 사이에도 먹는 것을 멈추지 않는다.
- 마츠모토 준은 도시락을 두개씩 먹는다
- 오노 사토시는 스시를 먹은 후에 바로 또 정식을 주문 한다.

### 참가 유닛
- 쟈니스 주니어 시절
  - MAIN (1997년 결성)
  - Best Beat Boys(B.B.B) (1997년 결성)
  - Beautiful American Dream（B.A.D)（1998년 결성）
- 아라시 결성 후
  - J2000 조력 멤버（1999년 11월 결성）
  - AB형 동맹（2000년 결성）
  - A-FRIENDS（2000년 11월 결성）
  - 자니스 야구팀

## 출연 작품

### 버라이어티
- 천재! 시무라동물원 (2004년 4월 8일 ~）※레귤러
- 아이바 마나부 (2013년 4월 21일~ ) ※레귤러
- 굿! 스포츠 (2016년 4월 5일 ~ ) ※레귤러
- VS영혼(후지 TV계열, 2021년 ~ 현재) ※레귤러, 진행자, 원래제목은 VS arashi이다.

### 과거 버라이어티
- D의 아라시, G의 아라시, 아라시의 숙제군 中 {A의 아라시}, {아이바 스고로쿠}, {아이바 카루타}를 비롯, 여러 가지 실험 코너 진행
- 아라시의 숙제군 中 {시오도메 아이바랜드 - 아이란도} ※진행

### 텔레비전 드라마
- 우리들의 용기 미만 도시 (1997년, NTV)*마츠모토 준 from아라시, 도모토 코이치&도모토 츠요시 from킨키키즈
- 소년들 (1998년, NHK)
- 돈워리! 제11화 (1998년, 후지 TV)
- BOYS BE ... Jr. 가짜 커플 (1998년, NTV)
- BOYS BE ... Jr. 크리스마스는 너와 함께 (1998년, NTV)
- V의 아라시 (1999년 후지 TV)
- 열혈 연애도 case1 : 궁수 자리의 O 형 BOY (1999년, NTV)
- 열혈 연애도 case3 : 전갈 자리의 A 형 BOY (1999년, NTV)
- 뽀이! (1999년, NTV)
- 무서운 일요일 움직이지마! (1999년, NTV)
- 사상 최악의 데이트 the Last Date : 사상 최악의 짝사랑 (2000년 ~ 2001년, NTV)
- 데릴사위 (2001년 후지 TV)
- 소년 타이어 제2화·집시 (2001년, 후지 TV)
- 소년 타이어 제3화·아오키 씨 댁의 부인 (2002년, 후지 TV)
- 착한아이의 친구, 7화 (2003년, NTV) - 특별출연
- 간호가족 : 꽃은 핍니까? (2003년, NTV)
- 연기자 : 미친 채로 (2003년, 후지 TV)
- 양키, 모교로 돌아오다 (2003년, TBS)
- 트리플 키친 (2006년, TBS)
- 식탐정 스페셜 (2006년, NTV) - 특별출연
- 마이걸 (2009년, TV 아사히 - 주연)
- 마지막 약속 (2010년, 후지 TV)
- 프리터, 집을 사다 최종화 (2010년, 후지 TV) - 특별출연
- 프리터, 집을 사다 스페셜 (2011년, 후지 TV) - 특별출연
- 바텐더 (2011년, TV 아사히) - 주연
- 삼색털 고양이 홈즈의 추리 (2012년, NTV) - 주연
- 라스트 호프 (2013년, 후지 TV) - 주연
- 어서오세요, 우리 집에 (2015년, 후지 TV) - 주연
- 귀족탐정(2017년, 후지TV)-주연
- 우리들의 용기 미만도시 2017 (ぼくらの勇気 未満都市 2017)*마츠모토 준 from아라시, 도모토 코이치&도모토 츠요시 from킨키키즈
- 나와 꼬리와 카구라자카(2018년, TV 아사히) - 주연

### 영화
- 신주쿠 소년탐정단 (쇼치쿠, 1998년)
- 피칸치 LIFE IS HARD 그러나 HAPPY (제이 스톰 2002년)
- 피칸치 LIFE IS HARD 그래서 HAPPY (제이 스톰, 2004년)
- 황색눈물 (제이 스톰, 2007년)
- 일본열도 동물들의 이야기 (토호, 2012년) - 나레이션
- 피칸치 LIFE IS HARD 아마도 HAPPY (제이 스톰, 2014년)
- 서툴지만, 사랑 (2014년)
- 미라클 - 데비쿠로군의 사랑과 마법 (토호 外, 2014년)

### 무대
- STAND BY ME (1997년 7월 23일 ~ 8월 21일) : 주연 고디 역
- 쟈니즈 판타지 KYO TO KYO (1997년 8월 29일, 9월 7일)
- 제비가 있는 역 (2005년 9월 6일 ~ 10월 9일) : 주연 타카시마 케이지 역)
- 잊을 수 없는 사람 (2007년 10월 22일 ~ 11월 11일, 11월 16일 ~ 18일) : 주연 아담 역
- 그린핑거즈 (2009년 2월 23일 ~ 3월 10일, 3월 20일 ~ 3월 23일) : 주연 코린 브릭스 역
- 당신과 보는 천의 꿈 (2010년 5월 2일 ~ 5월 24일) : 주연 이케베 하루야 역

## 그외 출연

### 라디오
- 아라시·아이바 마사키의 LIPS 아라시리믹스 (분카 방송, 2001년 10월5일 ~ 2003년 6월 ~ ）
- 아라시·아이바 마사키의 레코멘! 아라시리믹스 (분카 방송, 2003년 7월 ~ ）

### 스포츠
- 체조 JAPAN CUP 2009 (2009년 7월 18일·19일) - 필드 네비게이터
- 아이바 마사키의 여름 방학 SP 스포츠 근성! 과학 실험실 ~ 진상 규명 스포츠의 수수께끼!~ (2009년 7월 20일)
- 세계 체조 선수권 2009 영국 런던 (2009년 10월 18일) - 네비게이터
- 체조 JAPAN CUP 2010 <남자 단체 종합 결승> (2010년 7월 3일·4일) - 네비게이터
- 세계 체조 선수권 2010 네덜란드 로테르담 (2010년 10월 20일 ~ 24일) - 네비게이터
- 체조 JAPAN CUP 2011 대담 우치무라 코헤이 선수 (2011년 7월 2일) - 네비게이터
- 세계 체조 선수권 2011 도쿄 대회 (2011년 10월 7일 ~ 16일) - 네비게이터

### CM(광고)
- 이케다 모범당
  - <액체 무비 S> (2010년 ~ )
  - <무히아루파 EX 물파스> (2010년 ~ )
- 스미토모생명보험 <W 스테이지 미래 디자인> (2011년 ~ )
- JAL (2010년 ~ )
- 미각당
  - <시게킷쿠스 제롯슈> (2012년 ~ )
  - <코로로> (2014년 ~ )
- 기린 맥주
  - <탄레이 그린라벨> (2010년 ~ ) ※아라시
  - <일본의 능숙한 캠페인 2011> (2011년) ※아라시
  - <기린 이치방 시보리> (2014년 ~ 2017년 ) ※아라시
- 기린 음료
  - <기린 메츠 콜라> (2013년 ~ ) ※오노 사토시
- 미스터 도넛 (2014년 ~ )) ※아라시
- 닛산 자동차 (2012년 ~ 2015년) ※아라시
- 모리가나유업 <에스키모 피노> (1998년 ~ 2000년) ※아라시
- 반다이 <다마고치 수컷 치노 암컷 치노> (1998년) ※요코야마 유, 마츠모토 준과 공연
- 부르봉 프티 (2000년 ~ 2002년) ※아라시
- 맥도날드 (2001년) ※아라시
- 하와이 STAND UP HAWAII! 캠페인 (2002년) ※아라시
- 일본 코카콜라 <코카콜라 (2003년) ※아라시
- 파르코 <그랑 바자> (2004년) ※아라시
- 하우스식품
  - <상쾌한 숨결 수퍼 카테킨> (2004년)
  - <고깔 콘> (2007년)
  - <버몬트 카레> (2009년 ~ 2013년)
- 하우스 wellness 푸즈 <C1000 새로운 레몬&라임> (2007년)
- au by KDDI (2008년 ~ 2012년)
  - <au의 정원에서> (2008년 ~ 2009년)
  - <au 작년과 다른 여름.> (2009년)
- 닌텐도
  - <슈퍼 마리오 갤럭시 2> (2010년) ※니노미야 카즈나리와 공연
  - <Wii Sports Resort Wii> 리모컨 플러스 동봉판 (2010년) ※오노 사토시와 공연
  - <마리오 카트 7> ※아라시
  - <닌텐도 3DS> ※아라시
- 히타치 어플라이언스 가전 제품 (2010년 ~ 2011년)
- 미각당
  - <목 캔디> (2011년 ~ 2014년)
  - <목 캔디 EX> (2011년 ~ 2014년)
  - <구미가무> (2013년 ~ 2014년)

## 수상 내역
- 2010년 닛칸 스포츠 드라마 그랑프리 가을 드라마 남우주연상 : "마이 걸"
- 2011년 제28회 베스트 지니스트 일반 선출 부문 남성 1위
- 2012년 제29회 베스트 지니스트 일반 선출 부문 남성 1위[1]
- 2013년 제30회 베스트 지니스트 일반 선출 부문 남성 1위[2]